# Renault Captur II
Le Renault Captur est un crossover du constructeur automobile français Renault produite à partir d'octobre 2019. Elle est la seconde génération de Renault Captur après la version produite de 2013 à 2019. Il est également commercialisé par le constructeur japonais Mitsubishi depuis 2023 sous le nom d'ASX de deuxième génération sur certains marchés, principalement en Europe.

## Présentation
La seconde génération de Captur est dévoilée le 3 juillet 2019 pour une commercialisation à partir de janvier 2020.
Un SUV plus long que le Captur, mais basé sur celui-ci, est prévu selon plusieurs médias pour 2024.

Renault Captur II phase 1
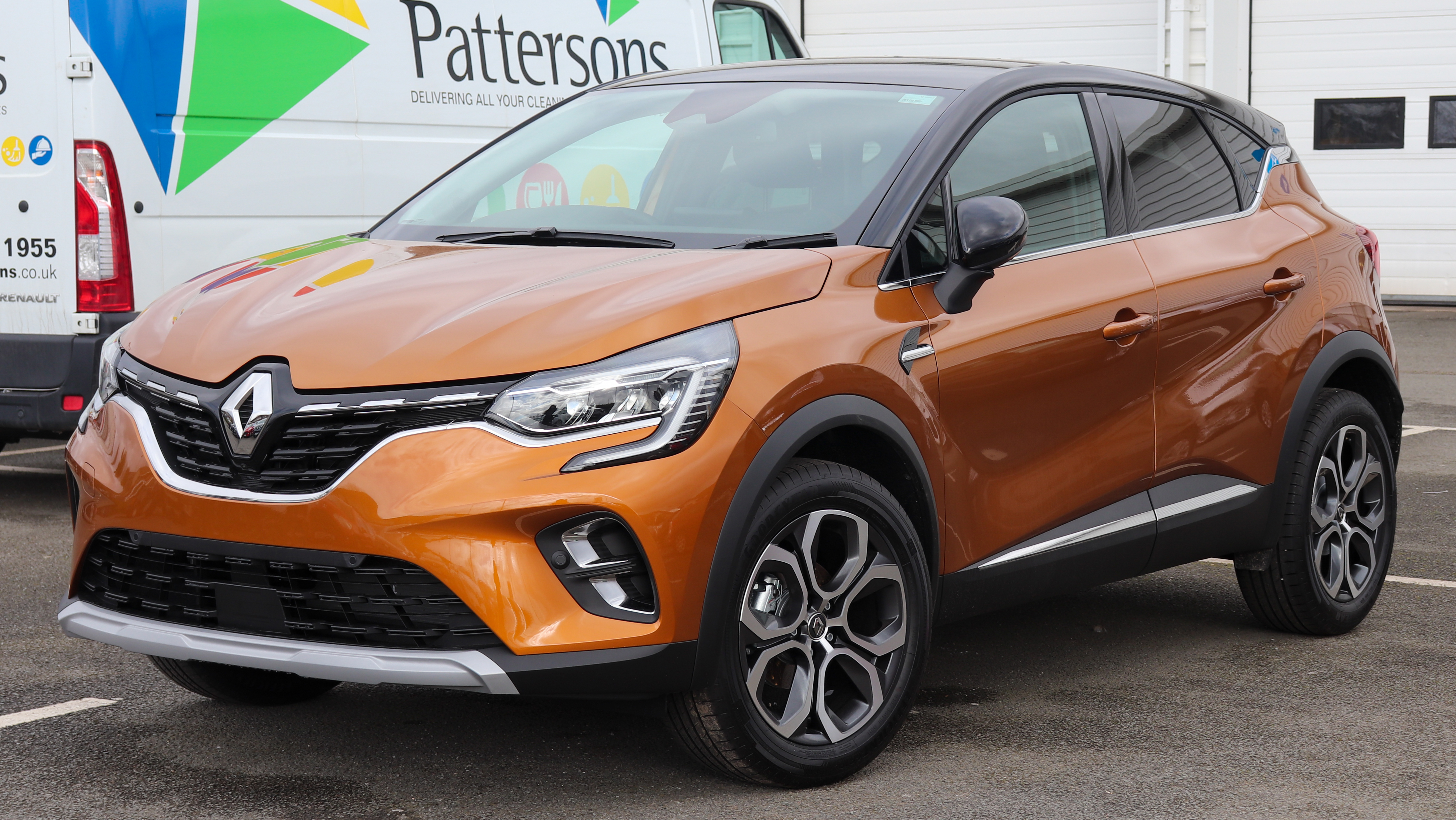
Avant.
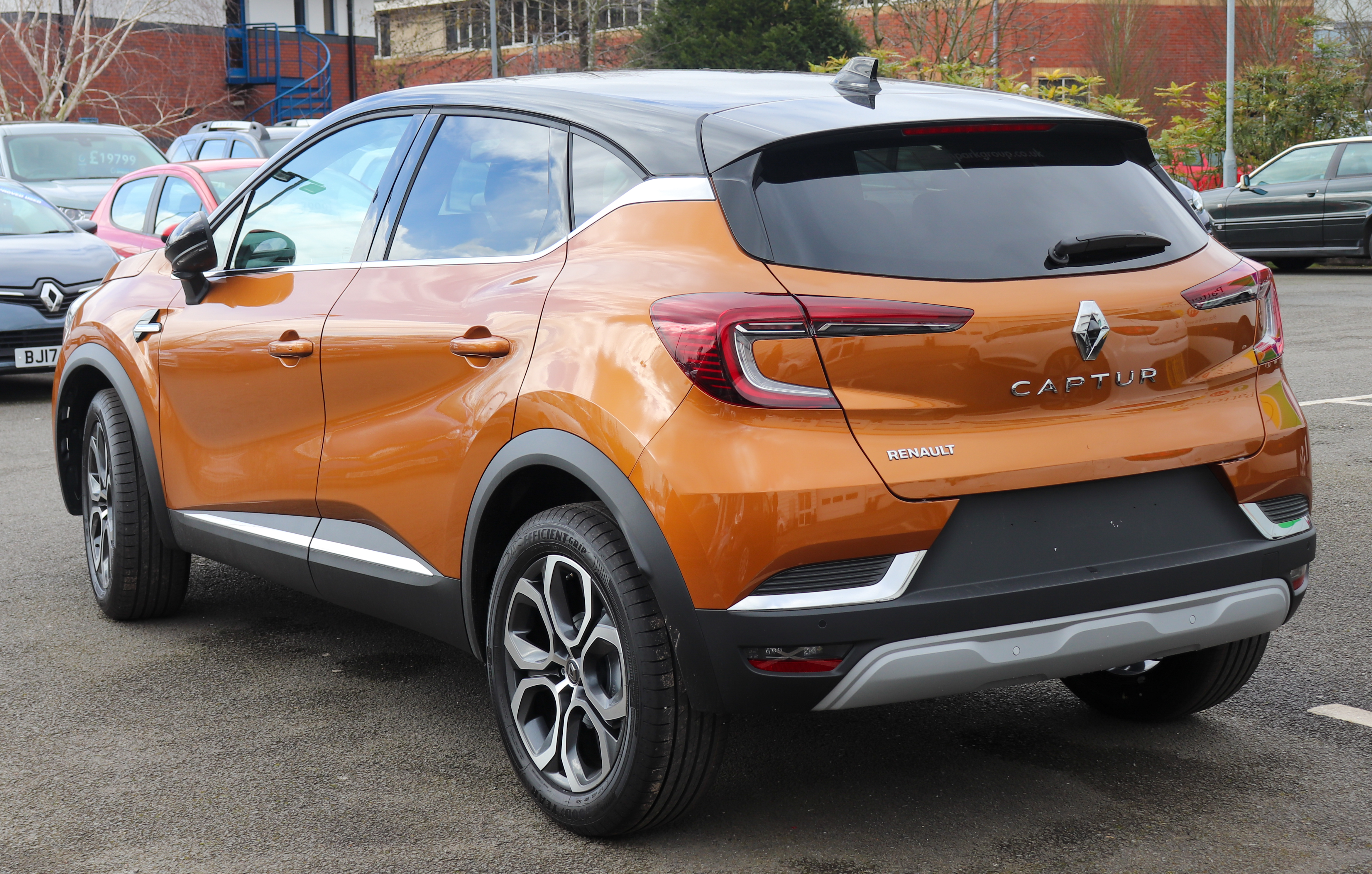
Arrière.
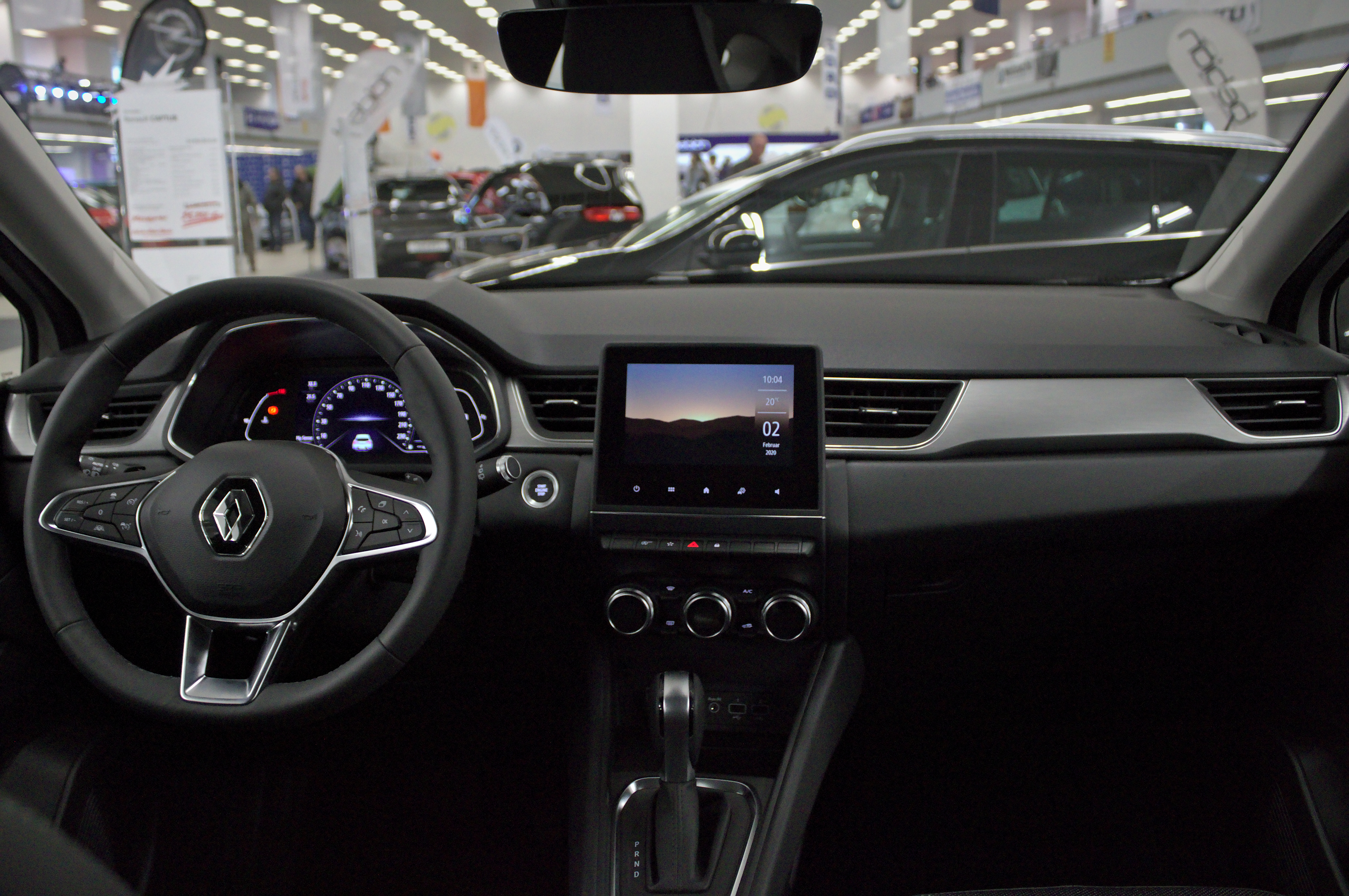
Tableau de bord.

En mai 2022, l'ensemble de la gamme subit une augmentation des tarifs en France:
- 200 € pour la version hybride (premier prix à 28 400 € ;
- 300 € pour les versions essence et GPL (premier prix à  23 400 € en essence, 25 050 € en GPL) ;
- 600 € pour la version hybride rechargeable (premier prix à  36 950 € hors bonus).

### Phase 2
La version restylée de la Captur était attendue au salon de Genève 2024 mais elle est finalement présentée le 4 avril 2024.

Une nouveauté est une nouvelle face avant, recevant la dernière identité visuelle de Renault, et à l'arrière, les coques de feu deviennent transparentes. Le Captur est aussi modifié à l'intérieur, avec notamment un système multimédia OpenR sur les finitions hautes. Une finition haut de gamme Esprit Alpine fait également son apparition. Sous le capot, les motorisations restent inchangées.

Renault Captur II phase 2
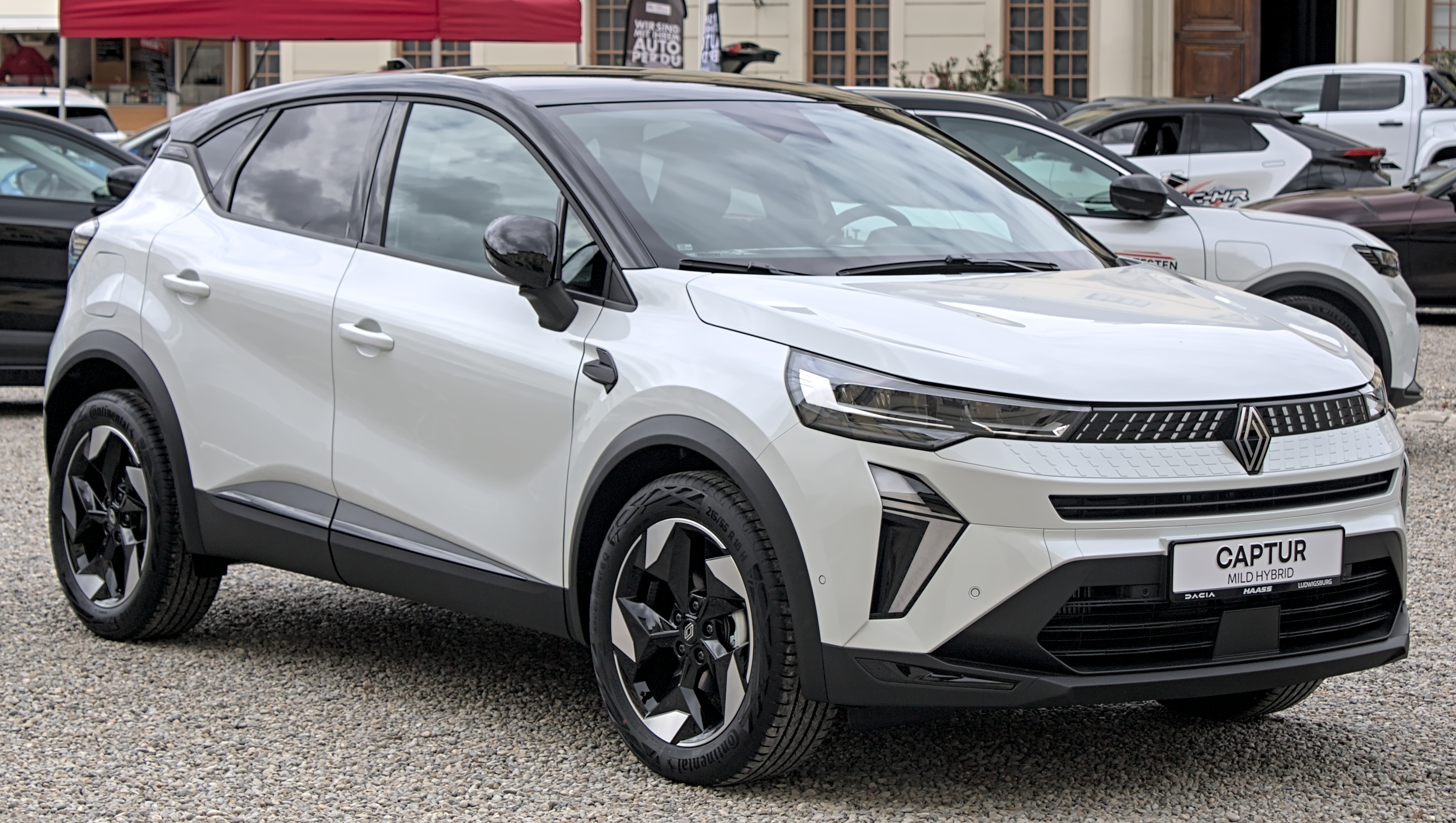
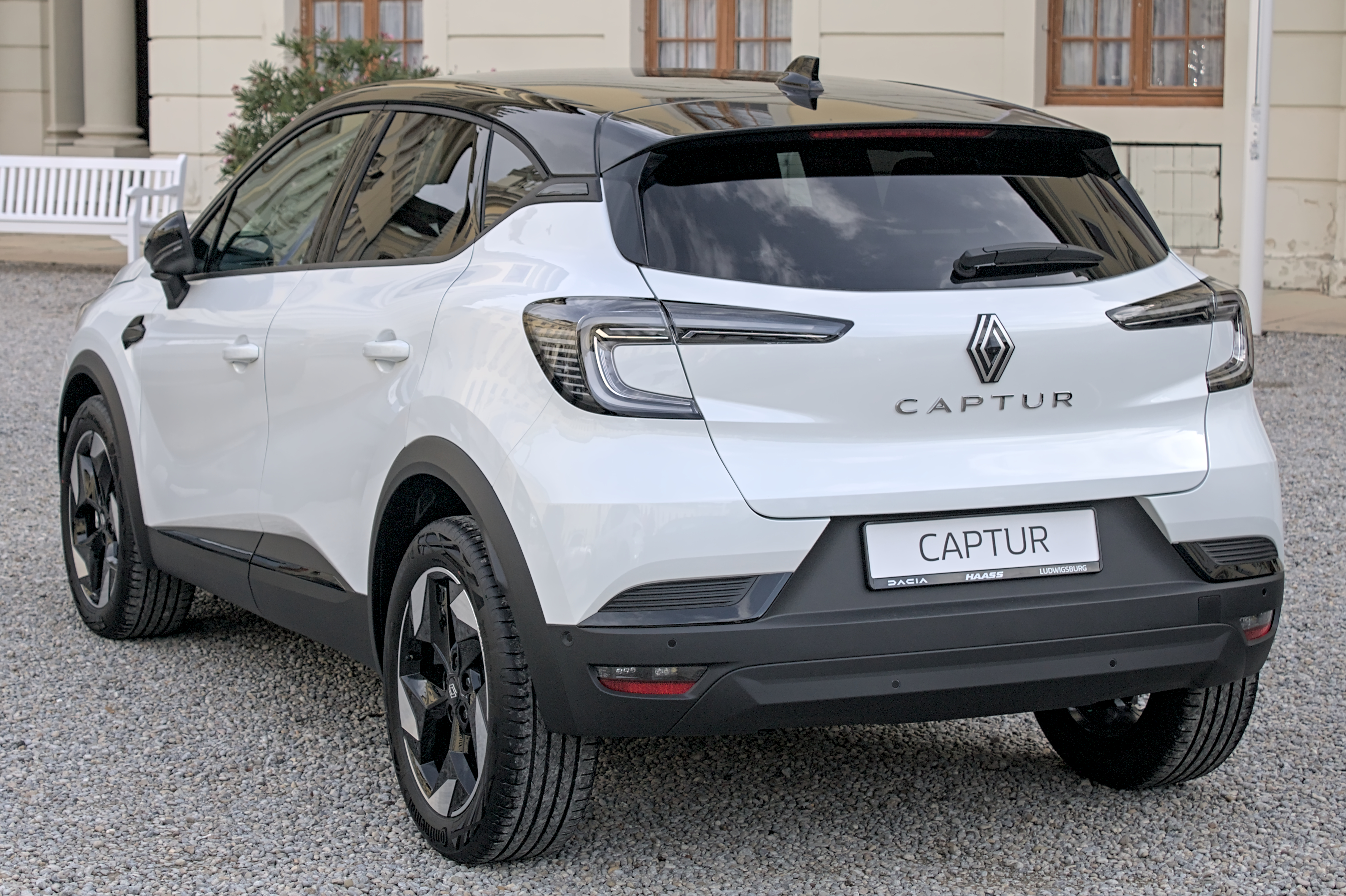
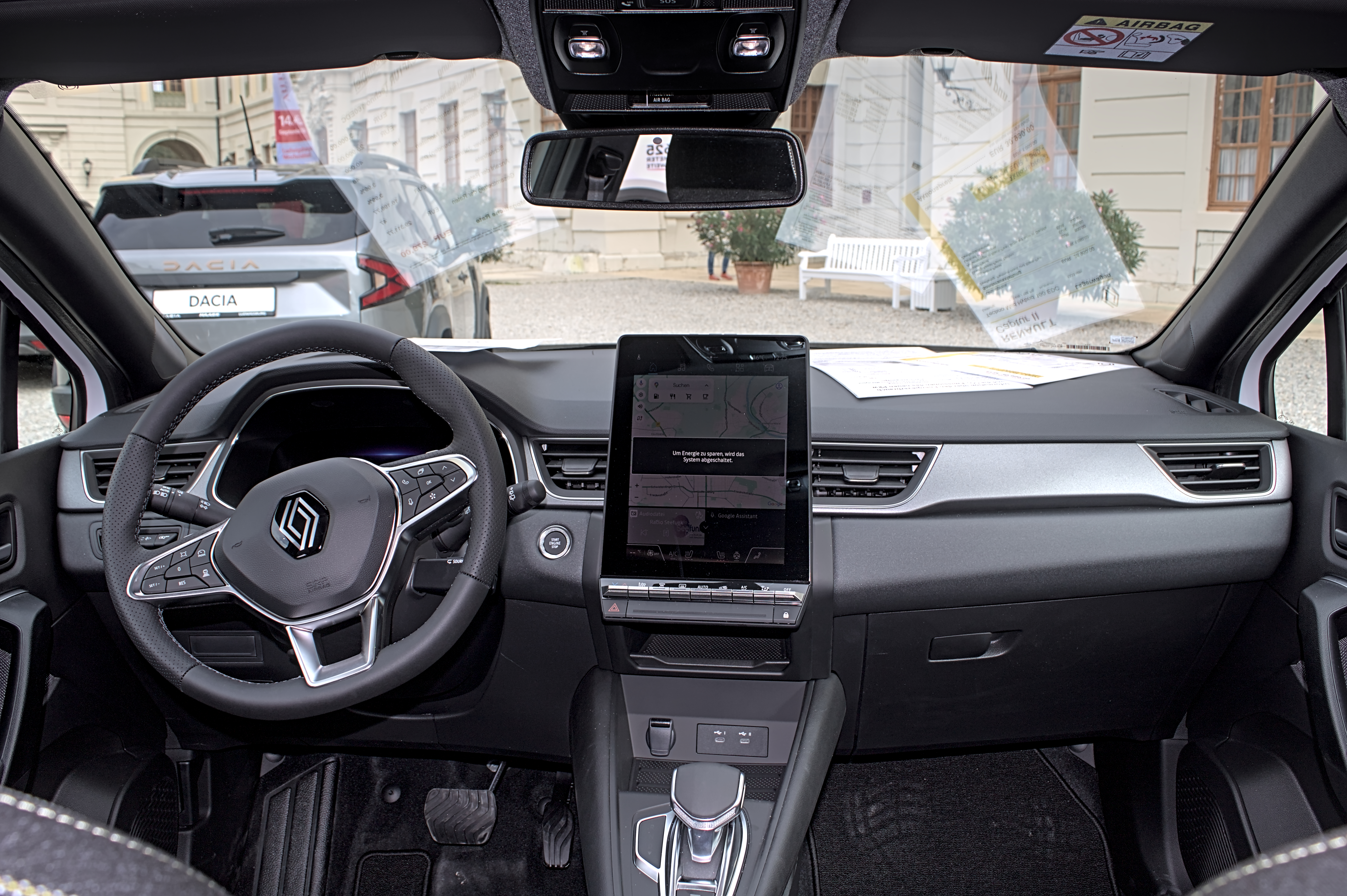

## Caractéristiques techniques
La Captur de seconde génération est basée sur la plate-forme modulaire CMF-B « high spec », comme la Clio de cinquième génération, et reçoit une planche de bord spécifique avec une console « flottante » pour la version haut de gamme.
La Captur mesure 11 cm de plus en longueur que l'ancienne génération.

### Motorisations
Captur E-Tech Hybrid Plug-in
Au salon de Bruxelles 2020, Renault présente la Captur E-Tech Plug-in (hybride rechargeable).
Cette version hybride rechargeable est équipée d'un moteur 1,6 litre 93 ch H4M Renault-Nissan, à cycle de combustion Atkinson, associé à un alterno-démarreur de 34 ch et un moteur électrique de 67 ch, pour une puissance cumulée de 160 ch. L'énergie générée (par récupération au freinage ou produite grâce au moteur thermique) ou en provenance du secteur lors de la recharge, est stockée dans une batterie lithium-ion de 9,8 kWh autorisant un parcours de 50 km (WLTP) en tout électrique. L'alterno-démarreur est directement relié au moteur thermique. Son rôle est de le démarrer, de l'assister ou de produire de l'électricité. Le moteur-générateur principal se trouve à l'extrémité de la boite de vitesses robotisée à crabots. Celle-ci permet d'obtenir 15 combinaisons grâce à ses "4+2" rapports + neutres. Exemples : déconnecter le moteur-générateur principal si le petit alterno-démarreur est suffisant pour améliorer l’efficience, ou à l'arrêt, entrainer le moteur-générateur principal grâce au moteur thermique pour recharger la batterie. Cette boite robotisée et électrifiée est nommée Locobox en interne chez le constructeur. Elle est spécifique aux véhicules hybrides de la marque. Il peut rouler à 135 km/h en tout électrique, avec une autonomie moyenne de 50 km.
En avril 2023, Renault arrête la commercialisation de la version E-Tech Hybrid Plug-in.
Captur E-Tech Hybrid
La version hybride simple est proposée à partir d'octobre 2020. Elle utilise le même moteur 1,6 L 91 ch associé à un alterno-démarreur de 20 ch et un moteur électrique de 48 ch, pour une puissance cumulée de 140 ch.
Phase 1
| Logo de Renault                     | Renault Captur (phase 1),  | Renault Captur (phase 1),  | Renault Captur (phase 1),  | Renault Captur (phase 1), | Renault Captur (phase 1),                            | Renault Captur (phase 1),                            | Renault Captur (phase 1),  | Renault Captur (phase 1),  | Renault Captur (phase 1), |
| Logo de Renault                     | 1.0 TCe                    | 1.0 TCe GPL                | 1.3 TCe                    | 1.3 TCe                   | 1.6 E-Tech Hybrid                                    | 1.6 E-Tech Hybrid Plug-in                            | 1.5 Blue dCi               | 1.5 Blue dCi               | 1.5 Blue dCi              |
| ----------------------------------- | -------------------------- | -------------------------- | -------------------------- | ------------------------- | ---------------------------------------------------- | ---------------------------------------------------- | -------------------------- | -------------------------- | ------------------------- |
| Moteur                              | 3-cylindres essence        | 3-cylindres essence        | 4-cylindres essence        | 4-cylindres essence       | 4-cylindres essence à cycle Atkinson + E-Motor + HSG | 4-cylindres essence à cycle Atkinson + E-Motor + HSG | 4-cylindres diesel         | 4-cylindres diesel         | 4-cylindres diesel        |
| Disponiblité                        | 01/2020 -                  | 01/2020 -                  | 01/2020 -                  | 01/2020 -                 | 10/2020 -                                            | 05/2020 - 04/2023                                    | 01/2020 -                  | 01/2020 -                  | 01/2020 -                 |
| Admission                           | Turbocompressé             | Turbocompressé             | Turbocompressé             | Turbocompressé            | Atmosphérique                                        | Atmosphérique                                        | Turbocompressé             | Turbocompressé             | Turbocompressé            |
| Cylindrée (cm3)                     | 999                        | 999                        | 1 333                      | 1 333                     | 1 598                                                | 1 598                                                | 1 461                      | 1 461                      | 1 461                     |
| Puissance maximale (ch) [kW]        | 100                        | 100                        | 130                        | 155                       | 140 (thermique) 91 (E-Motor) 48 (HSG) 20             | 160 (thermique) 91 (E-Motor) 67 (HSG) 34             | 95                         | 115                        | 115                       |
| au régime de (tr/min)               | 5 000                      | 5 000                      | 5 000                      | 5 500                     | 5 600                                                | 5 600                                                | 3 750                      | 3 750                      | 3 750                     |
| Couple maximal (N.m)                | 160                        | 160                        | 240                        | 270                       | (Thermique) 144 (E-Motor) 205 (HSG) 50               | (Thermique) 144 (E-Motor) 205 (HSG) 50               | 240                        | 260                        | 260                       |
| au régime de (tr/min)               | 2 750                      | 2 000                      | 1 600                      | 1 800                     | 3 200                                                | 3 200                                                | 1 750                      | 2 000                      | 2 000                     |
| Boîte de vitesses                   | Manuelle 5 rapports (BVM5) | Manuelle 5 rapports (BVM5) | Manuelle 6 rapports (BVM6) | Robotisée (EDC7)          | Automatique multimodes à 15 combinaisons             | Automatique multimodes à 15 combinaisons             | Manuelle 6 rapports (BVM6) | Manuelle 6 rapports (BVM6) | Robotisée (EDC7)          |
| Transmission                        | Traction                   | Traction                   | Traction                   | Traction                  | Traction                                             | Traction                                             | Traction                   | Traction                   | Traction                  |
| Vitesse maximale (km/h)             | 173                        | 173                        | 193                        | 202                       | 202                                                  | 173                                                  |                            | 187                        | 186                       |
| 0-100 km/h (s)                      | 13.3                       | 13.3                       | 9,6                        | 8,6                       | 8,6                                                  | 10,1                                                 |                            | 11,9                       | 11,0                      |
| Consommation (L/100 km)             |                            |                            |                            |                           |                                                      | 1,5 à 6,8                                            |                            |                            | 4,1                       |
| Émissions de CO2 (g/km)             | 133 à 140                  | 122 à 136                  | 142 à 148                  | 125                       | 32                                                   | 32                                                   | 124 à 130                  | 125 à 130                  | 124 à 131                 |
| Capacité du réservoir (L)           | 46                         | 40                         | 46                         | 46                        |                                                      | 39                                                   | 46                         | 46                         | 46                        |
| Masse à vide (kg)                   | 1 316                      | 1 316                      | 1 259                      | 1 376                     | 1 386                                                | 1 564                                                | 1 295                      | 1 303                      | 1 327                     |
| Norme environnementale              | Euro 6                     | Euro 6                     | Euro 6                     | Euro 6                    | Euro 6                                               | Euro 6                                               | Euro 6                     | Euro 6                     | Euro 6                    |
| Batterie                            |                            |                            |                            |                           |                                                      |                                                      |                            |                            |                           |
| Type de batterie                    | -                          | -                          | -                          | -                         | Lithium-ion                                          | Lithium-ion                                          | -                          | -                          | -                         |
| Capacité brute de la batterie (kWh) | -                          | -                          | -                          | -                         | 1,6                                                  | 9,8                                                  | -                          | -                          | -                         |
| Capacité nette de la batterie (kWh) | -                          | -                          | -                          | -                         | 0,85                                                 | 7,5                                                  | -                          | -                          | -                         |
| Autonomie (km) - cycle WLTP         | -                          | -                          | -                          | -                         | 2                                                    | 50                                                   | -                          | -                          | -                         |
| Temps de recharge                   |                            |                            |                            |                           |                                                      |                                                      |                            |                            |                           |
| Sur une prise domestique 2,3 kW     | -                          | -                          | -                          | -                         | -                                                    | 5 heures                                             | -                          | -                          | -                         |
| Sur une Wallbox 7,4 kW              | -                          | -                          | -                          | -                         | -                                                    | 3 heures                                             | -                          | -                          | -                         |

Phase 2
| Logo de Renault                     | Renault Captur (phase 2)   | Renault Captur (phase 2)   | Renault Captur (phase 2) | Renault Captur (phase 2)                             | Renault Captur (phase 2)                       | Renault Captur (phase 2) |
| ----------------------------------- | -------------------------- | -------------------------- | ------------------------ | ---------------------------------------------------- | ---------------------------------------------- | ------------------------ |
| Logo de Renault                     | 1.0 TCe                    | 1.0 TCe GPL                | 1.3 TCe                  | 1.6 E-Tech Hybrid                                    | 1.8 E-TECH Hybrid                              |                          |
| Moteur                              | 3-cylindres essence        | 3-cylindres essence        | 4-cylindres essence      | 4-cylindres essence à cycle Atkinson + E-Motor + HSG | 4 cylindre en ligne essence +moteur électrique |                          |
| Disponiblité                        | 06/2024 -                  | 06/2024 -                  | 06/2024 -                | 06/2024 -                                            | 2025                                           |                          |
| Admission                           | Turbocompressé             | Turbocompressé             | Turbocompressé           | Atmosphérique                                        | Atmosphérique                                  |                          |
| Cylindrée (cm3)                     | 999                        | 999                        | 1 333                    | 1 598                                                | 1798                                           |                          |
| Puissance maximale (ch) [kW]        | 90                         | 100                        | 130                      | 145 (thermique) 96 (E-Motor) 48 (HSG) 20             | 109ch/80w Moteur électrique 49ch/36kw          |                          |
| au régime de (tr/min)               |                            |                            |                          |                                                      | 5350tr/min                                     |                          |
| Couple maximal (N.m)                | 160                        | 160                        | 270                      | (Thermique) 144 (E-Motor) 205 (HSG) 50               | (Thermique) 170nm ( Électrique) 205nm          |                          |
| au régime de (tr/min)               |                            |                            |                          |                                                      | 3500tr/min                                     |                          |
| Boîte de vitesses                   | Manuelle 6 rapports (BVM6) | Manuelle 6 rapports (BVM6) | Robotisée (EDC7)         | Automatique multimodes à 15 combinaisons             | automatique 4 rapport                          |                          |
| Transmission                        | Traction                   | Traction                   | Traction                 | Traction                                             | Traction                                       |                          |
| Vitesse maximale (km/h)             |                            |                            |                          |                                                      | 180km/h                                        |                          |
| 0-100 km/h (s)                      |                            |                            |                          |                                                      | 8,50s                                          |                          |
| Consommation (L/100 km)             |                            |                            |                          |                                                      | 4.30l/100km                                    |                          |
| Émissions de CO2 (g/km)             |                            |                            |                          |                                                      | 100g/km                                        |                          |
| Capacité du réservoir (L)           |                            |                            |                          |                                                      | 48l                                            |                          |
| Masse à vide (kg)                   |                            |                            |                          |                                                      | 1318kg                                         |                          |
| Norme environnementale              | Euro 6d-Temp               | Euro 6d-Temp               | Euro 6d-Temp             | Euro 6d-Temp                                         | euro6                                          |                          |
| Batterie                            |                            |                            |                          |                                                      |                                                |                          |
| Type de batterie                    | -                          | -                          | -                        | Lithium-ion                                          | Lithium-ion                                    | Lithium-ion              |
| Capacité brute de la batterie (kWh) | -                          | -                          | -                        | 1,6                                                  |                                                | 1.40kwh                  |
| Capacité nette de la batterie (kWh) | -                          | -                          | -                        | 0,85                                                 |                                                |                          |
| Autonomie (km) - cycle WLTP         | -                          | -                          | -                        |                                                      |                                                |                          |
| Temps de recharge                   |                            |                            |                          |                                                      |                                                |                          |
| Sur une prise domestique 2,3 kW     | -                          | -                          | -                        |                                                      |                                                |                          |
| Sur une Wallbox 7,4 kW              | -                          | -                          | -                        |                                                      |                                                |                          |

## Finitions
Phase 1
- Life (jusqu'en 2020)
- Zen
- Intens
- Initiale Paris
- R.S. Line

Le Captur propose à son lancement :
- 11 teintes de carrosseries;
- 4 teintes pour le toit;
- 3 packs couleurs (coques de rétroviseurs, rails de toit, bandeaux de bas de portières);
- 7 packs d'ambiance intérieure.

Début 2022, la gamme est renouvelée:
- Équilibre[21]
- Evolution
- Techno
- R.S. Line
- Iconic (commandable dès juin 2022)
- Fast Track (à partir d'octobre 2022)[22], livrée en 30 jours.

Phase 2
- Evolution[23]
- Techno
- Esprit Alpine

### Série limitée
- En 2022, Renault propose le Captur Rive Gauche, série limitée à 450 exemplaires, basée sur la finition Intens[24].

## Production et ventes
Le Renault Captur II est produit dans deux villes différentes :
- Valladolid (Espagne) depuis 2019, nom de code du véhicule en interne : XJB[25]
- Wuhan (Chine) de 2019 à 2020, nom de code en interne : XJE[25].

### En France
Le graphique ci-dessous représente le nombre de Captur II immatriculées en tant que voitures particulières en France durant toutes les années de sa carrière.
À noter qu'en 2019, les exemplaires de Captur ont commencé à être produits en cours d'année. Les chiffres des années 2020 et 2021 sont à interpréter différemment à cause de la pandémie de Covid-19 qui a engendré d'importants problèmes économiques (fermetures d'usines, confinements, pénurie de semi-conducteurs...).
Le graphique qui aurait dû être présenté ici ne peut pas être affiché car il utilise l'ancienne extension Graph, désactivée pour des questions de sécurité. Des indications pour créer un nouveau graphique avec la nouvelle extension Chart sont disponibles ici.

Les données des tableaux suivants sont issus des dossiers de presse mensuels réalisés par le CCFA. Elles concernent le nombre de voitures immatriculées en France en tant que voitures particulières.
| Année | Nombre de véhicules immatriculés | Évolution par rapport à l'année précédente | Position dans le classement des véhicules les plus immatriculés |
| ----- | -------------------------------- | ------------------------------------------ | --------------------------------------------------------------- |
| 2019  | 6 605                            | -                                          | 87e/100                                                         |
| 2020  | 54 597                           | + 727 %                                    | 5e/100                                                          |
| 2021  | 52 596                           | - 4 %                                      | 6e/100                                                          |

| Année | Part de marché en France |
| ----- | ------------------------ |
| 2019  | 0,3 %                    |
| 2020  | 3,3 %                    |
| 2021  | 3,2 %                    |

### Export
| Mois   | Octobre 2019 | Novembre | Décembre | Janvier 2020 | Février | Mars  | Avril | Mai   | Juin   | Total  |
| Ventes | 1 997        | 1 548    | 5 455    | 9 054        | 9 418   | 6 601 | 3 258 | 9 881 | 21 133 | 68 345 |

#### Corée du Sud
Comme la première génération, la Captur II est exporté de Valladolid vers la Corée du Sud afin d'être distribué dans le réseau Samsung Motors. Contrairement au Captur I, ce Captur II destiné à la Corée n'y arbore pas le logo Samsung, ni l'appellation QM3 : il s'appelle Renault Captur, comme ailleurs dans le monde.

### En Chine
Dongfeng-Renault commercialise le véhicule seulement quelques mois, avec une production totale de 1 444 exemplaires en tout, faisant suite à l'arrêt des opérations de la joint-venture,